# Affile

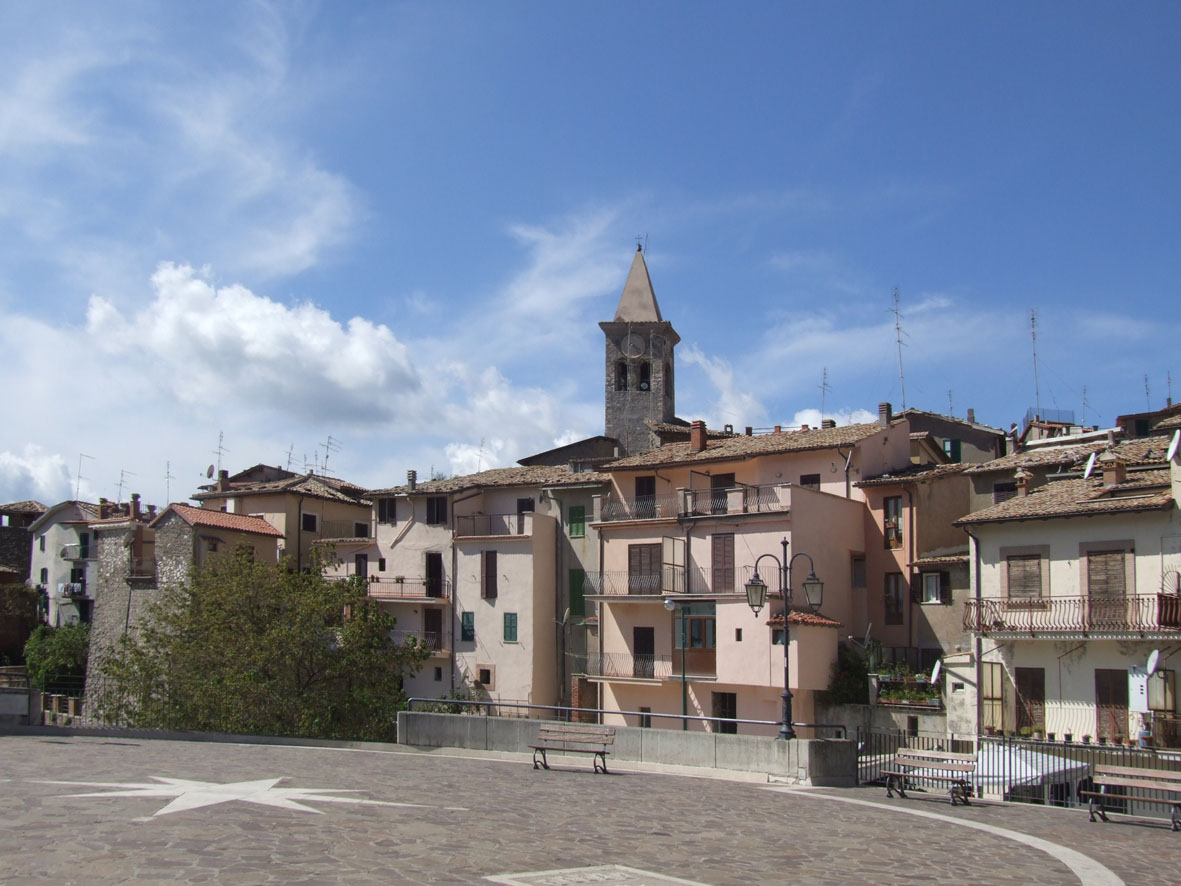
Affile

Affile is een gemeente in de Italiaanse provincie Rome (regio Latium) en telt 1631 inwoners (31-12-2004). De oppervlakte bedraagt 15,0 km², de bevolkingsdichtheid is 112 inwoners per km².

## Demografie
Affile telt ongeveer 650 huishoudens. Het aantal inwoners steeg in de periode 1991-2001 met 0,3% volgens cijfers uit de tienjaarlijkse volkstellingen van ISTAT.
| Jaar | Inwoneraantal |
| ---- | ------------- |
| 1991 | 1639          |
| 2001 | 1644          |

## Geografie
De gemeente ligt op ongeveer 684 m boven zeeniveau.
Affile grenst aan de volgende gemeenten: Arcinazzo Romano, Bellegra, Rocca Santo Stefano, Roiate, Subiaco.